# Ulleres
|  | Per a altres significats, vegeu «Ulleres (desambiguació)». |

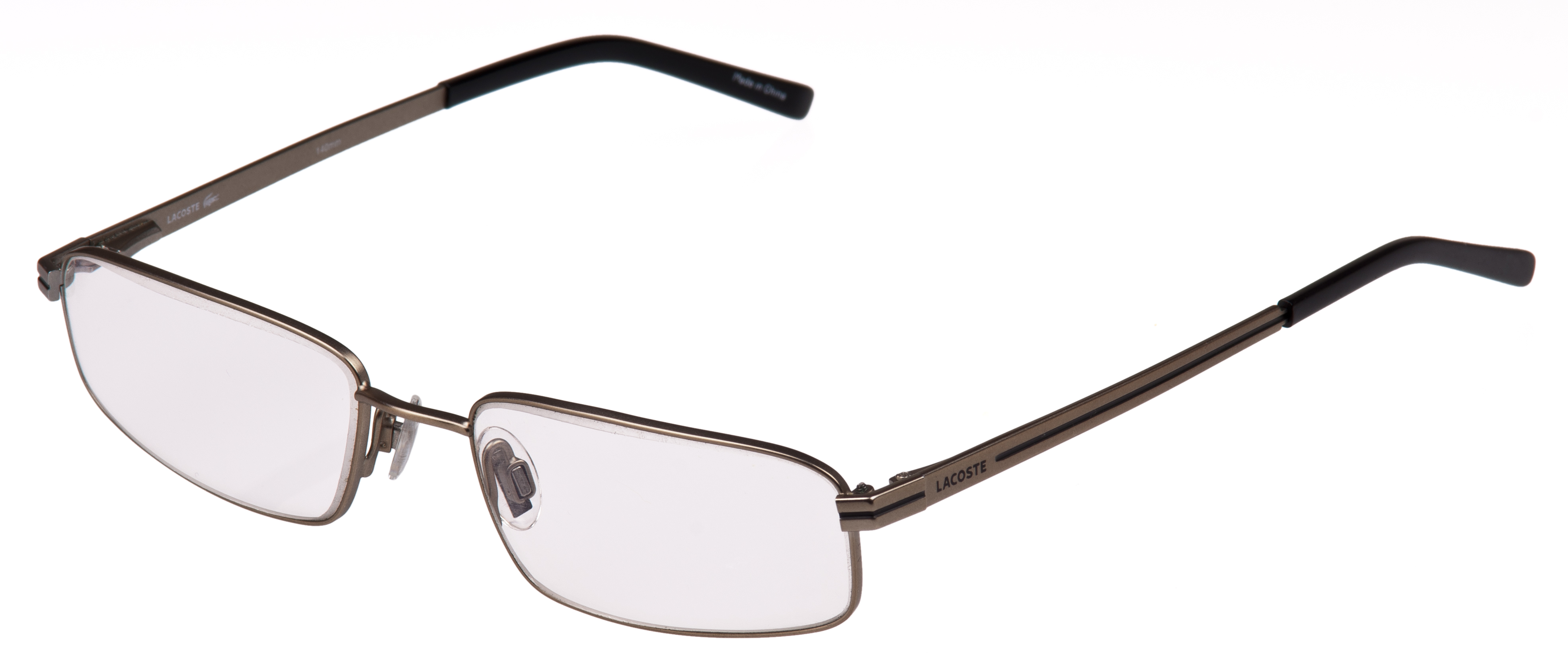
Modernes ulleres de lectura

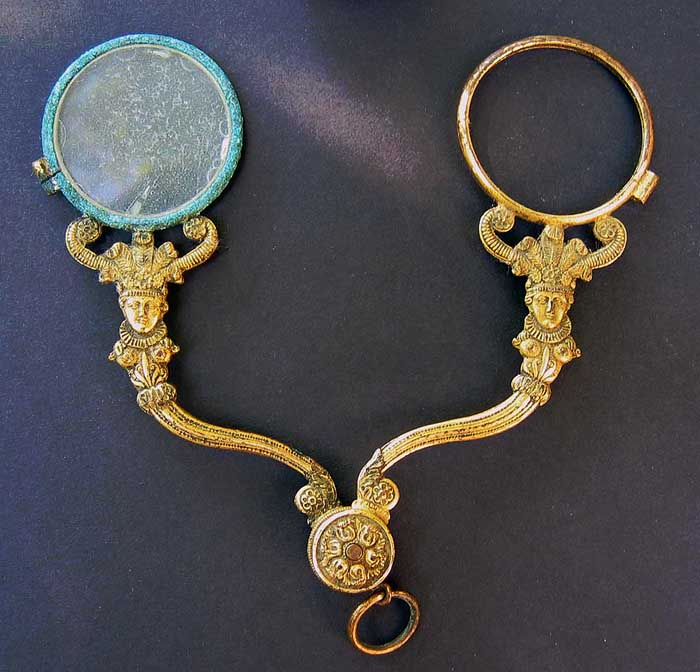
Ulleres de tisora daurada (Imperi Francès c. 1805)

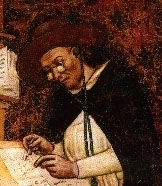
Detall d'un retrat d'Hug de Provença, pintat per Tomaso de Modena l'any 1352

Les ulleres són un instrument òptic format per dos marcs (cella i cèrcol) que suporten dues lents unides per un arc, anomenat pont, que es recolza al nas mitjançant plaquetes, i dues branques que, articulades per frontisses, ajuden a subjectar i sostenir el conjunt tot recolzant-se a l'orella mitjançant els extrems torçats anatòmicament (ànimes). S'empren per a compensar defectes refractius o de visió binocular, o simplement per estètica.
Com a correctores, serveixen per a corregir l'ametropia.
Quan les ulleres no duen branques s'anomenen pinçanàs; n'hi ha que consten d'una sola lent, i reben el nom de monocle. D'ús socialment més restringit són els impertinents i les ulleres de tisora.
Les ulleres de sol són un instrument formalment idèntic a les ulleres correctives, però usualment sense graduació, que s'usa per a protegir els ulls del sol.
També s'anomenen ulleres els elements de protecció individual que protegeixen els ulls alhora que permeten la visió en treballs que poden suposar un risc, com la soldadura o aquells en els quals poden saltar partícules.
Amb la mateixa funció que les ulleres correctives existeixen les lents de contacte com a sistema alternatiu.

## Història
La referència històrica més antiga a l'augment de la vista es remunta als jeroglífics egipcis del segle V aC, els quals representaven simples lents de vidre. El registre escrit més antic sobre l'augment de la vista data del segle I dC, quan Sèneca, un tutor de l'emperador romà Neró, va escriure: «Lletres, no obstant petites i borroses, són vistes més amplies i clarament a través d'un globus o vas ple d'aigua». El mateix Neró també afirmava haver vist els jocs de gladiadors tot utilitzant una maragda com a lent correctora. Al llibre d'òptica d'Alhazen (1021), s'hi discuteix l'ús d'una lent convexa per una imatge més àmplia. La seva traducció de l'àrab al llatí al segle xii fou instrumental alhora de la invenció de les ulleres a la Itàlia del segle xiii.
El tractat De irride, escrit entre 1220 i 1235 per l'anglès Robert Grosseteste, menciona l'ús de l'òptica. Uns anys més tard, Roger Bacon es va donar a conèixer també per haver escrit el 1262 sobre les propietats de l'ampliació de les lents.
Les ulleres de sol, en forma de cristalls plans de quars fumat, foren utilitzades a la Xina durant el segle xii. Similarment, els inuits han fet servir lents de neu per a la protecció ocular. Tanmateix, tot i que no oferien cap benefici correctiu, realment milloraven l'agudesa visual estretint el camp de visió. Segons els historiadors, és anacrònic l'ús del terme «ulleres de sol» per referir-se'n abans del segle xx.

## Tipus
Les ulleres es poden marcar o trobar per la seva funció principal, però també apareixen en combinacions com ara ulleres de sol graduades o ulleres de seguretat amb augment millorat.

### Correctives

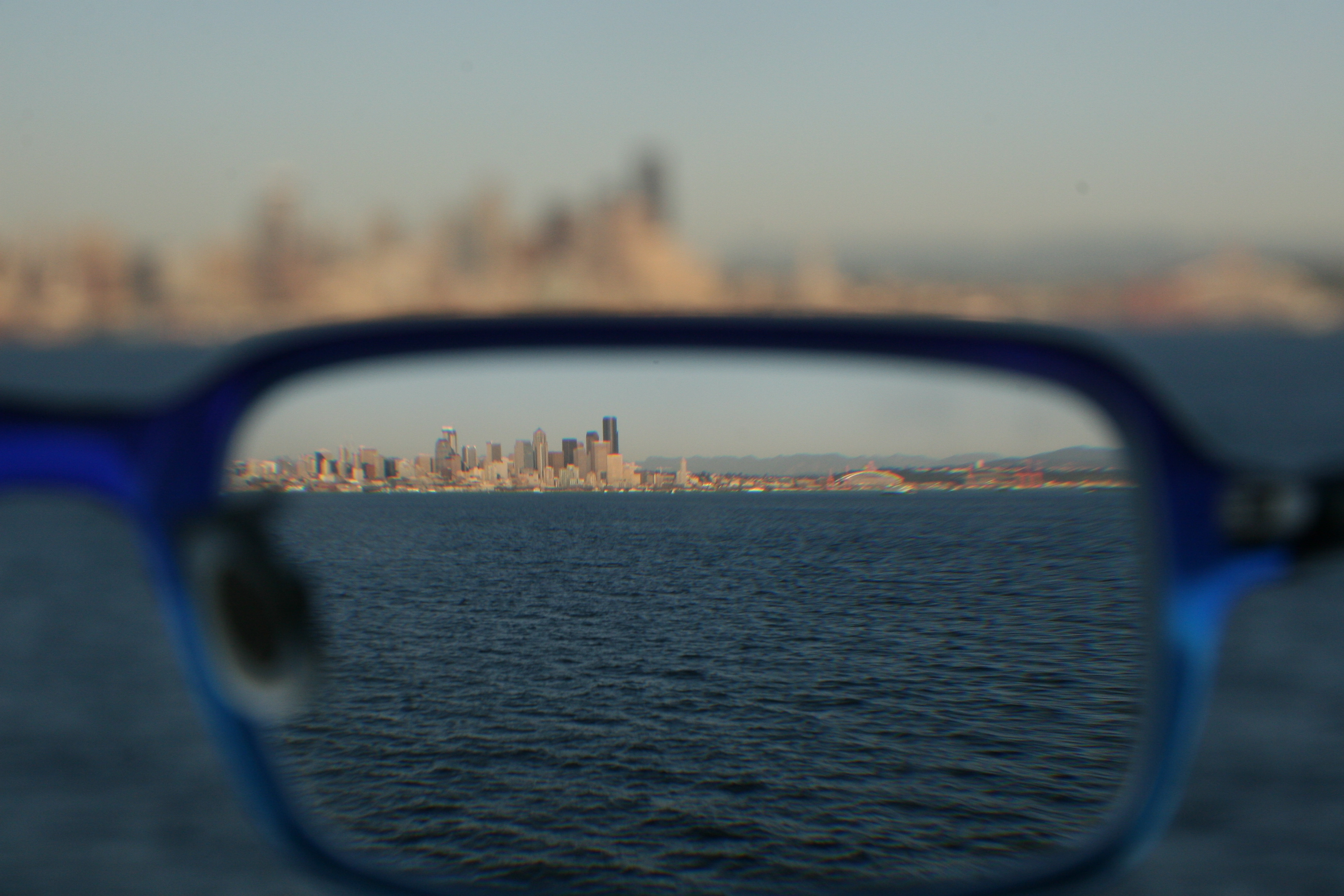
Una línia de l'horitzó vista a través d'una lent correctora, mostrant l'efecte de la refracció.

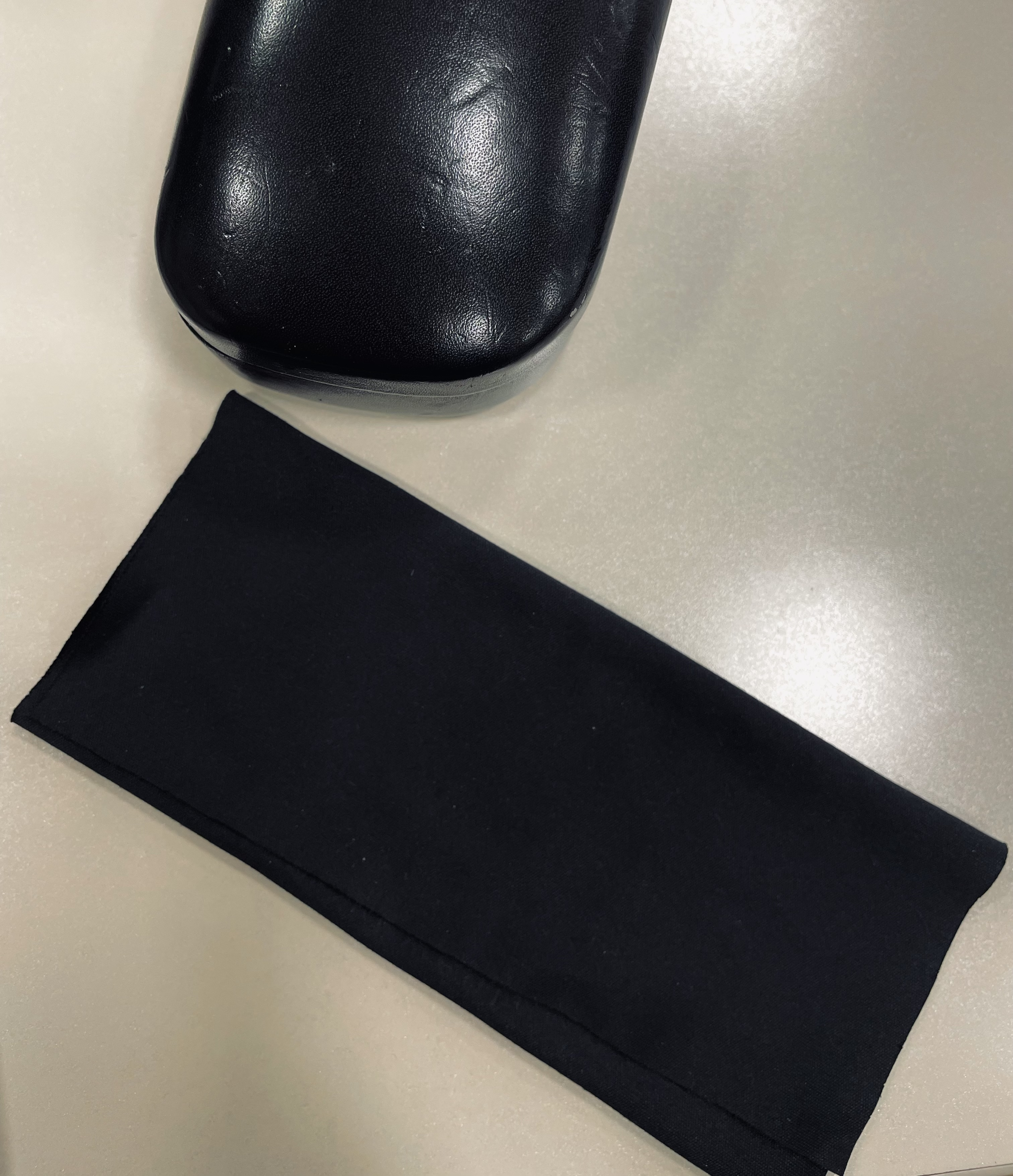
Drap de microfibra dissenyat per netejar lents correctores sense ratllar els vidres sensibles

Les lents correctores s'utilitzen per corregir  errors de refracció desviant la llum que entra a l'ull per tal d'alleujar els efectes d'afeccions com miopia (miopia), hipermetropia (hipermetropia) o astigmatisme. La capacitat dels ulls per acomodar el seu enfocament a prop i s'altera lluny amb el temps. Una afecció freqüent en persones de més de quaranta anys és la presbícia, que és perquè la lent de l'ull perd elasticitat, la qual cosa redueix progressivament la capacitat d'acomodació (és a dir, d'enfocar objectes propers a l'ull). Poques persones tenen un parell d'ulls amb característiques refractives exactament iguals; un ull pot necessitar una lent més forta (és a dir, més refractiva) que l'altre.
Les lents correctores tornen a enfocar la imatge a la retina. Es fabriquen d'acord amb la prescripció d'un oftalmòleg o optometrista. Es pot utilitzar un lentòmetre per verificar les especificacions d'un parell d'ulleres existents. Les ulleres correctores poden millorar significativament la qualitat de vida de l'usuari. No només milloren l'experiència visual de l'usuari, sinó que també poden reduir els problemes derivats de la fatiga visual, com ara mals de cap o visquera.
El tipus més comú de lent correctora és la "monofocal", que té un índex de refracció uniforme. Per a les persones amb presbícia i hipermetropia, les ulleres bifocals i trifocals proporcionen dos o tres índexs de refracció diferents, respectivament, i les  lents progressives tenen un gradient continu. Les lents també es poden fabricar amb índexs de refracció alts, cosa que els permet ser més lleugeres i primes que les seves homòlogues amb índexs de refracció "baixos".
Les ulleres de lectura proporcionen un joc separat d'ulleres per enfocar objectes propers. Les ulleres de lectura poden adquirir-se sense recepta a les farmàcies, i ofereixen una solució pràctica i barata, encara que tenen un parell de lents simples d'igual potència, per la qual cosa no corregeixen problemes de refracció com l'astigmatisme o les variacions refractives o prismàtiques entre l'ull esquerre i el dret. Per a la correcció total de la vista de l'individu, calen ulleres que compleixin una prescripció oftalmològica recent.
Les persones que necessiten ulleres per veure solen tenir restriccions de lents correctores als seus permisos de conduir que els obliguen a portar les ulleres cada cop que condueixen o s'arrisquen a multes o penes de presó.
Alguns exèrcits lliuren ulleres graduades als militars. Solen ser ulleres GI. Moltes presons estatals dels Estats Units lliuren ulleres als reclusos, sovint en forma d'ulleres d'aviador de plàstic transparent.
Les ulleres d'enfocament ajustable poden utilitzar-se per substituir les ulleres bifocals o trifocals, o per fabricar ulleres monofocals més barates (ja que no s'han de fabricar a mida per a cada persona).
Les ulleres estenopeiques són un tipus d'ulleres correctores que no utilitzen lents. En realitat, les ulleres estenopeiques no refracten la llum ni canvien la distància focal. En el seu lloc, creen un sistema limitat de difracció, que té una profunditat de camp més gran, similar a l'ús d'una petita obertura en fotografia. Aquesta forma de correcció té moltes limitacions que impedeixen que guanyi popularitat en l'ús quotidià. Les ulleres estenopeiques poden fabricar-se de forma DIY fent petits forats en un tros de cartolina que després se subjecta davant dels ulls amb una corretja o braços de cartó.

### Seguretat

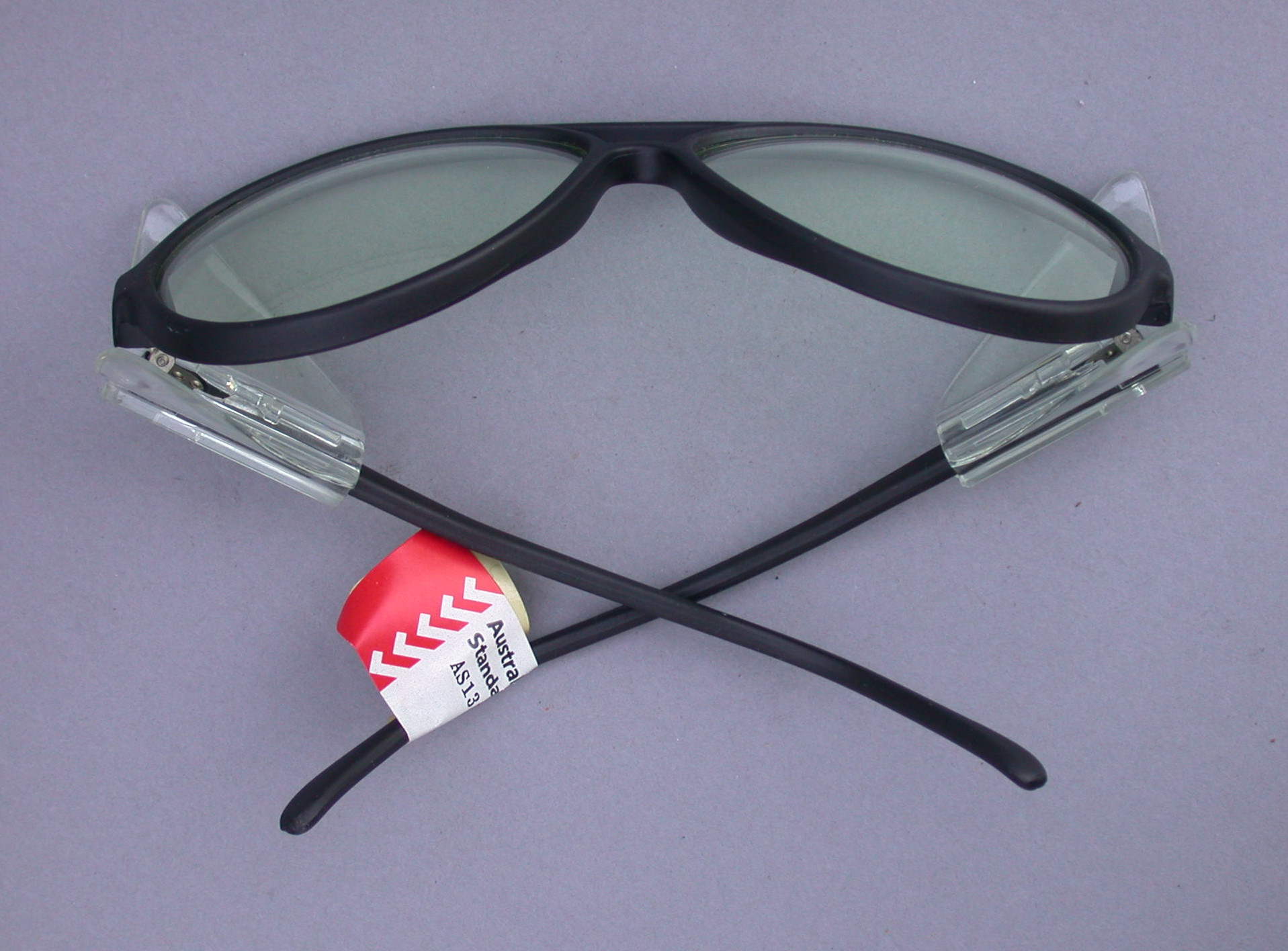
Ulleres de seguretat amb protectors laterals

Les ulleres de seguretat es fan servir per protegir els ulls en diverses situacions. Estan fabricades amb lents de plàstic a prova de trencaments per protegir l'ull de runes voladores o altres matèries. Els obrers de la construcció, els treballadors de fàbriques, els maquinistes i els tècnics de laboratori solen estar obligats a portar ulleres de seguretat per protegir els ulls de les restes que surten disparades o d'esquitxades perilloses, com sang o substàncies químiques. Des del 2017, els dentistes i cirurgians del Canadà i altres països estan obligats a portar ulleres de seguretat per protegir-se de les infeccions provocades per la sang o altres fluids corporals dels pacients. També existeixen ulleres de seguretat per a soldadura, que tenen un estil similar al de les ulleres de sol envoltants, però amb vidres molt més foscos, per al seu ús en soldadures en què un casc de soldador de mida normal resulta incòmode o inconvenient. Sovint es denominen "ulleres de centelleig" perquè protegeixen de la llampada de la soldadura. Les muntures de niló solen utilitzar-se per a ulleres de protecció per a esports a causa de les seves propietats de lleugeresa i flexibilitat. A diferència de la majoria de les ulleres normals, les ulleres de seguretat solen incloure protecció tant al costat dels ulls com davant seu.

## Materials

### Lents
Inicialment, les lents de les ulleres eren fabricades amb vidre, però avui en dia s'usen altres materials més lleugers i resistents, com ara els polímers orgànics i el policarbonat.
- Vidre mineral: (crown) Presenten una duresa i una resistència més fortes a les ratllades, però són més pesades i tenen una baixa resistència a l'impacte. Hi ha diferents lents amb diferents índexs de refracció, segons els gruixos de vora o de centre. Els índexs més habituals són 1.53, 1.6, 1.7, 1.8 i 1.9.
- Material orgànic: És un polímer plàstic, i per això les lents d'aquest material són més flexibles i resistents que les de vidre mineral, i a més el pes es redueix fins a un 50%, però la resistència a les ratllades és menor, encara que actualment existeixen tractaments superficials que els permeten ser més dures. Són adequades per a nens i també per a activitats esportives. Igual que en el vidre mineral n'hi ha amb diferents índexs de refracció; els més comuns en el material orgànic són 1.5, 1.6, 1.67, 1.7 i 1.72.
- Policarbonat: Les lents de policarbonat són encara més primes i lleugeres que les orgàniques, i a més l'índex de reflexió és menor, per la qual cosa són menys fosques; són molt resistents als impactes i per això són molt utilitzades per a activitats esportives.

### Carcassa
Originalment, les carcasses eren fabricades de ferro o acer, posteriorment van començar a fer servir resines per reduir el pes de les carcasses, però resultaven massa rígides i tendien a trencar-se amb els impactes i sota torsió.
Actualment, les carcasses de les ulleres es fabriquen en aliatges d'alumini o de titani, materials que les fan extremament lleugeres, però alhora flexibles i capaces de resistir impactes sense doblegar-se ni trencar-se.

## Muntures

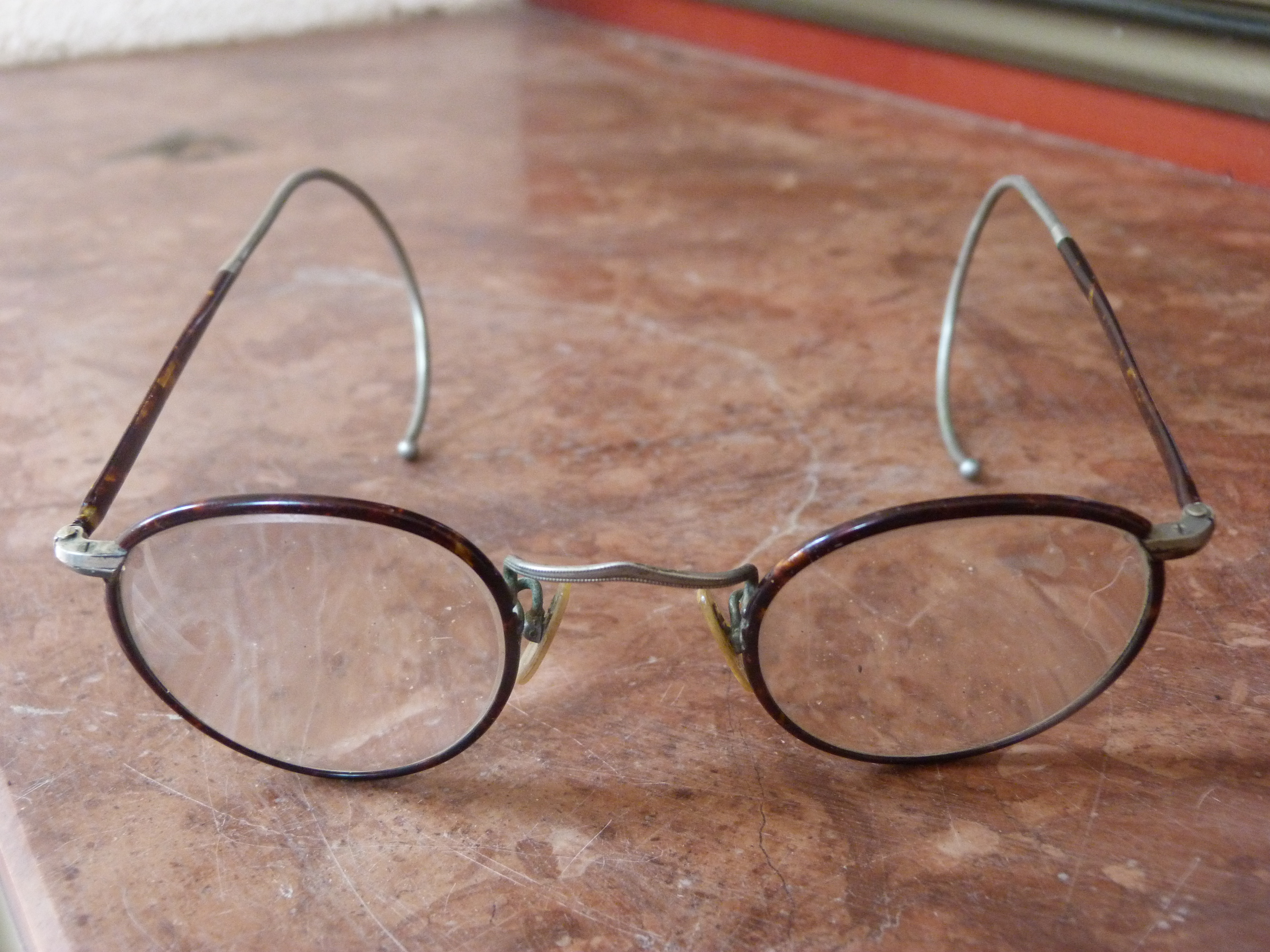
Ulleres de la dècada de 1920, amb temples de cable elàstic

La muntura oftàlmica és la part d'un parell d'ulleres que està dissenyada per subjectar les lents en la posició correcta.
Els marcs oftàlmics tenen una varietat d'estils, mides, materials, formes i colors.

### Parts
- parell de cables o llantes oculars que envolten i subjecten les lents al seu lloc
- pont que connecta els dos cables oculars
- xassís, la combinació dels cables d'ull i el pont
- barra superior o barra frontal, una barra just a sobre del pont que proporciona suport estructural i/o millora d'estil (estil país). L'addició d'una barra superior fa que un parell d'ulleres d'aviador
- parell de celles o gorres, taps de plàstic o metall que s'ajusten a la part superior dels cables dels ulls per millorar l'estil i per proporcionar suport addicional per a les lents. L'addició de celles fa que un parell d'ulleres de front
- parell de coixinets nasals que permeten un còmode descans dels cables oculars al nas
- un parell de braços de coixinets connecten els coixinets nasals als cables oculars
- parell de temples (auriculars) a banda i banda del crani
- parell de puntes de temples als extrems de les temples
- un parell de peces d'extrem connecten els cables dels ulls a través de les frontisses a les temples
- parell de peces frontals del marc
- un parell de frontisses connecten les peces finals a les temples, permetent un moviment giratori. Les frontisses flexibles amb molla són una variant que està equipada amb una petita molla que ofereix a les temples un major rang de moviment i no les limita a l'angle tradicional de 90 graus.

### Tipus de temple
- Temples del crani: inclinar-se darrere de les orelles, seguir el contorn del crani i descansar uniformement contra el crani
- Temples de biblioteca: generalment rectes i no s'inclinen darrere de les orelles. Agafeu les ulleres principalment mitjançant una lleugera pressió contra el costat del crani
- Temples convertibles: s'utilitzen com a temples de biblioteca o de calavera segons la flexió
- Temples d'arc de muntar: es corba al voltant de l'orella i s'estenen fins al nivell del lòbul de l'orella. S'utilitza principalment en marcs de seguretat esportius, infantils i industrials;
- Vares de cable de confort: similars a l'arc de muntar, però fetes d'un cable elàstic de metall enrotllat, de vegades dins d'una funda de plàstic o silicona. L'estanquitat del rínxol es pot ajustar al llarg de tota la seva longitud, permetent que l'esquena s'ajusti perfectament a la corba de l'orella de l'usuari. S'utilitza per a usuaris físicament actius, nens i persones amb receptes elevades (lentilles pesades).[9][10] Vegeu la imatge dels marcs de la dècada de 1920 a dalt.

### Materials

#### Plàstic i polímer
- Acetat de cel·lulosa
- Optyl, un tipus de material hipoalergènic fet especialment per a les montures d'ulleres. Presenta un tipus d'elasticitat que torna el material a la seva forma original.
- Propionat de cel·lulosa, un plàstic modelat i durador
- Plàstic imprès en 3D amb pols de poliamida súper fina i processos de sinterització selectiva per làser: vegeu Mykita Mylon (les muntures es poden imprimir en 3D mitjançant fabricació amb filament fos amb un cost de cèntims d'ABS, PLA o niló)[11]
- Niló

#### Metall
Es poden utilitzar diversos metalls i aliatges per fer vidres, com ara or, plata, alumini, beril·li, acer inoxidable, titani, monel i níquel titani.

#### Material natural
També es poden utilitzar materials naturals com fusta, os, ivori, cuir i pedres semiprecioses o precioses.

## Galeria

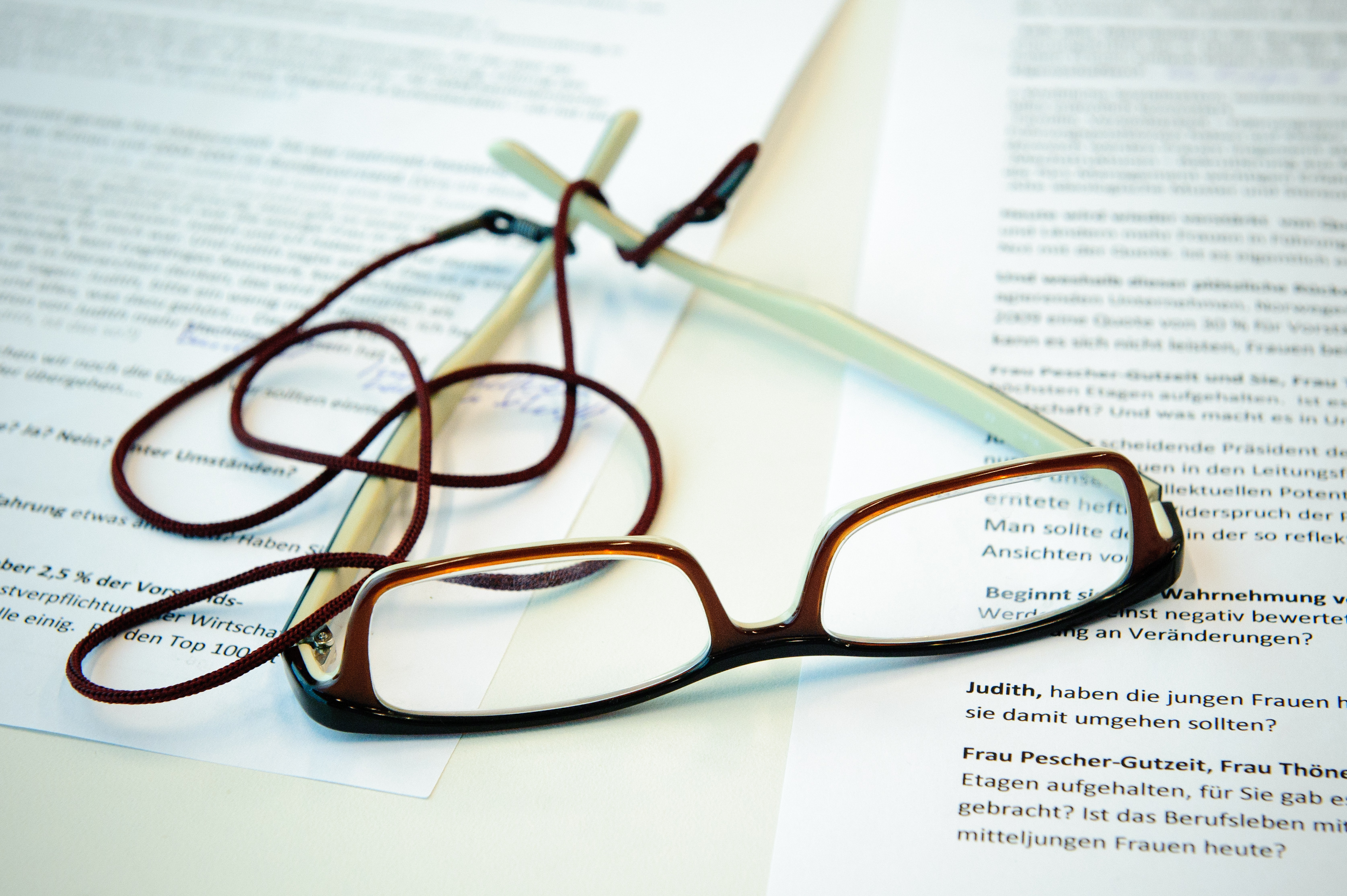
Ulleres de lectura
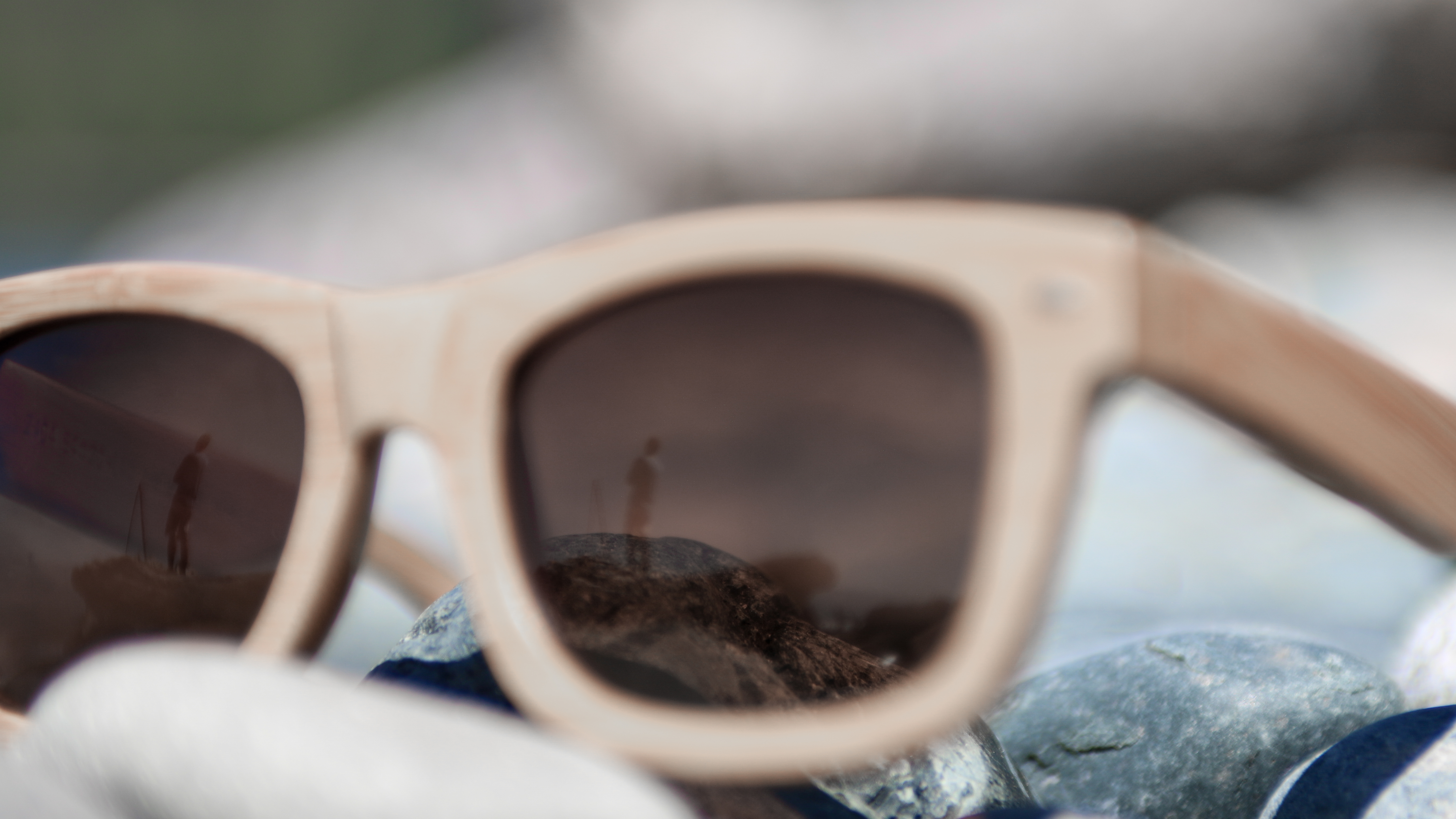
Ulleres de sol
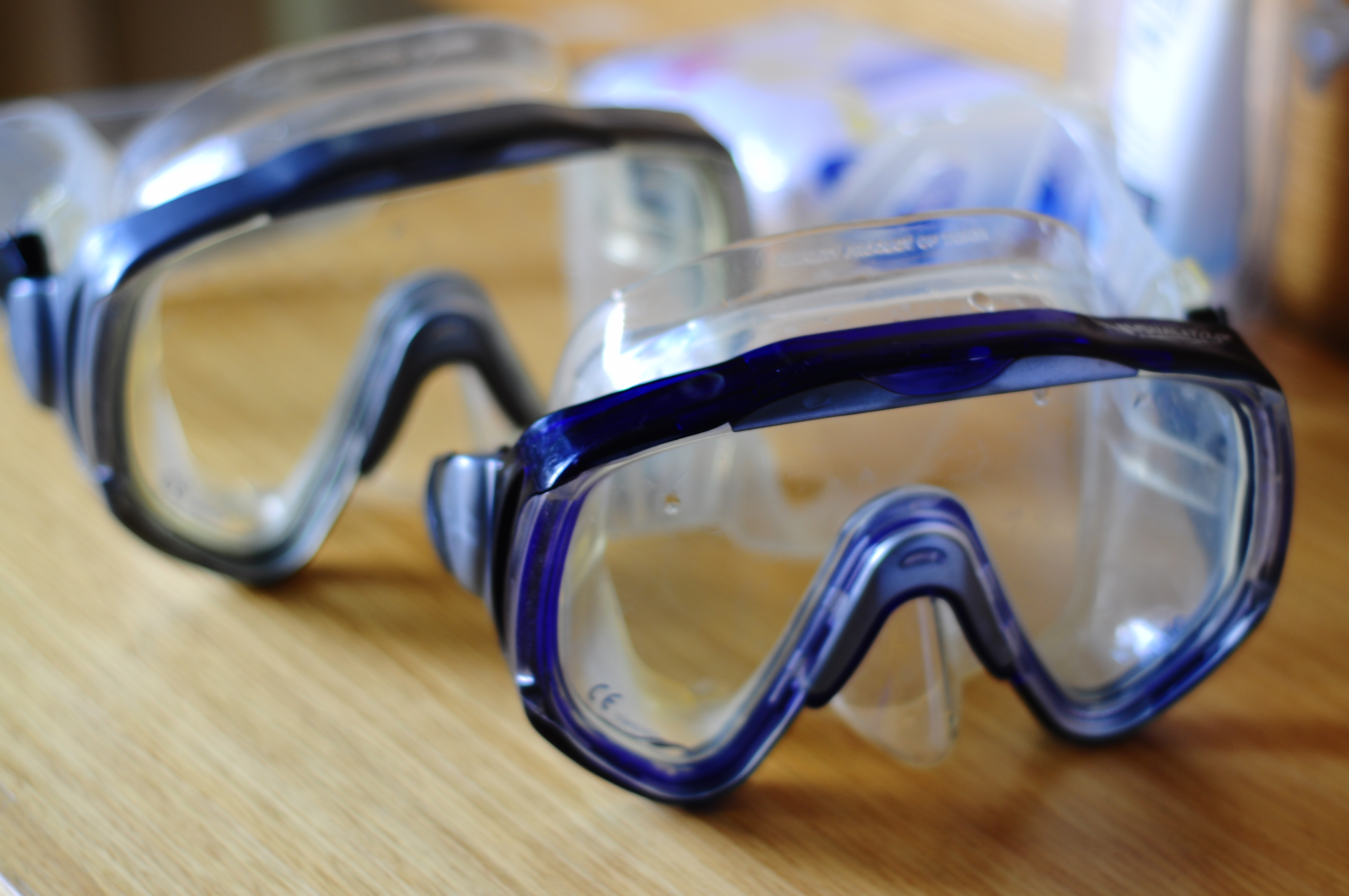
Ulleres de busseig
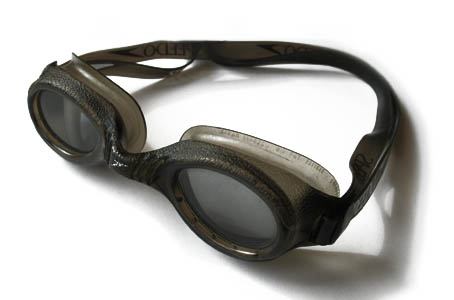
Ulleres de natació
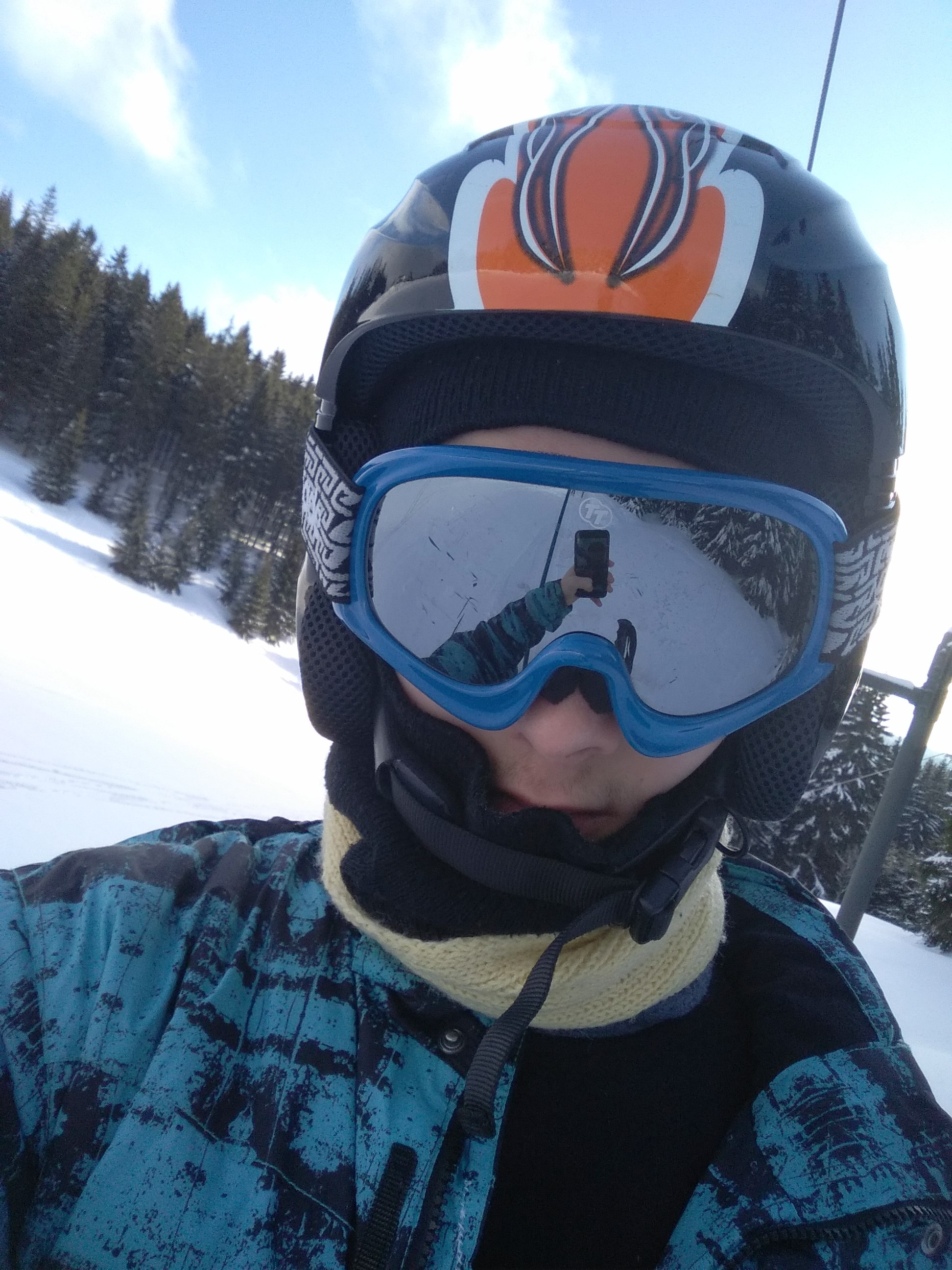
Ulleres d'esquí
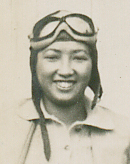
Ulleres d'aviador
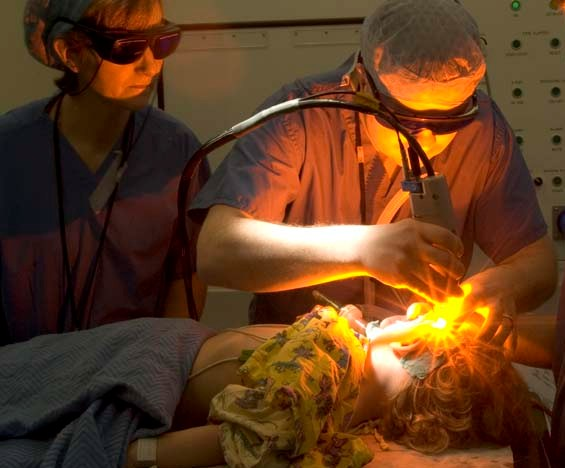
Ulleres protectores
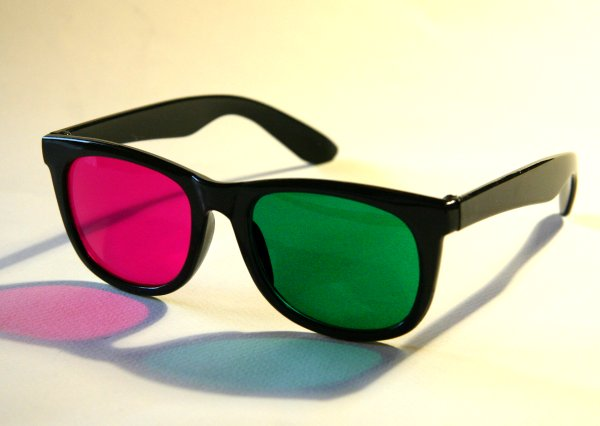
Ulleres de 3D
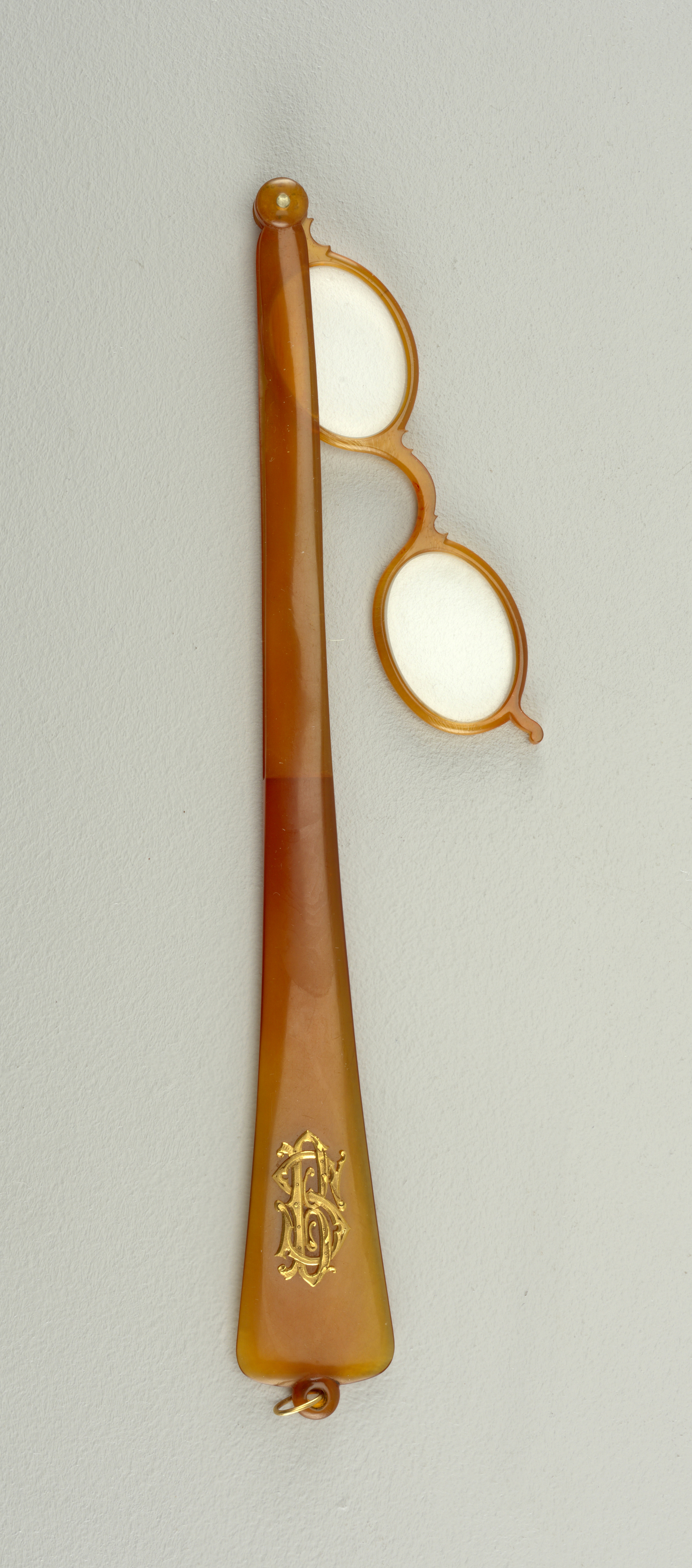
Impertinents
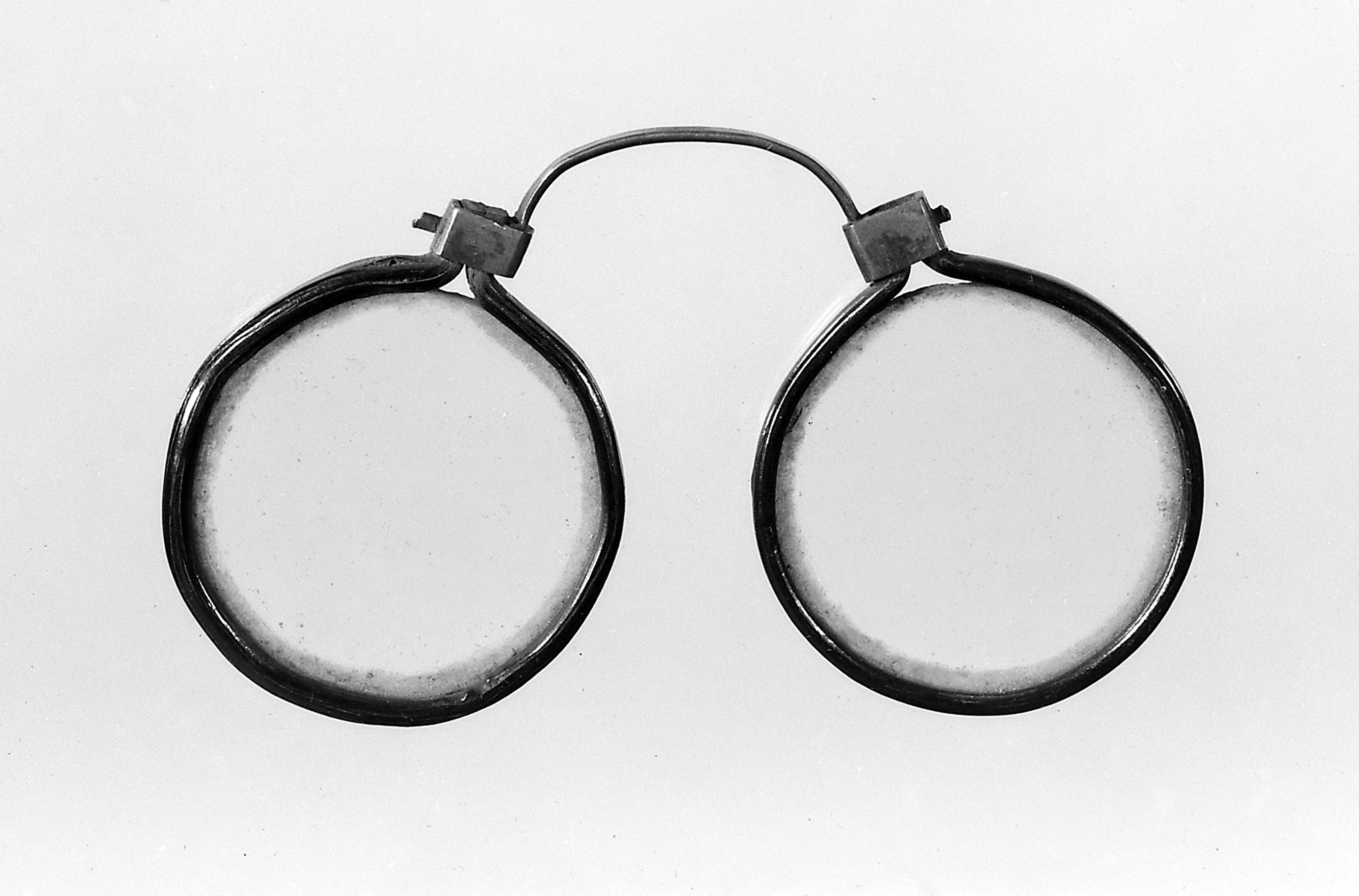
Pinçanàs
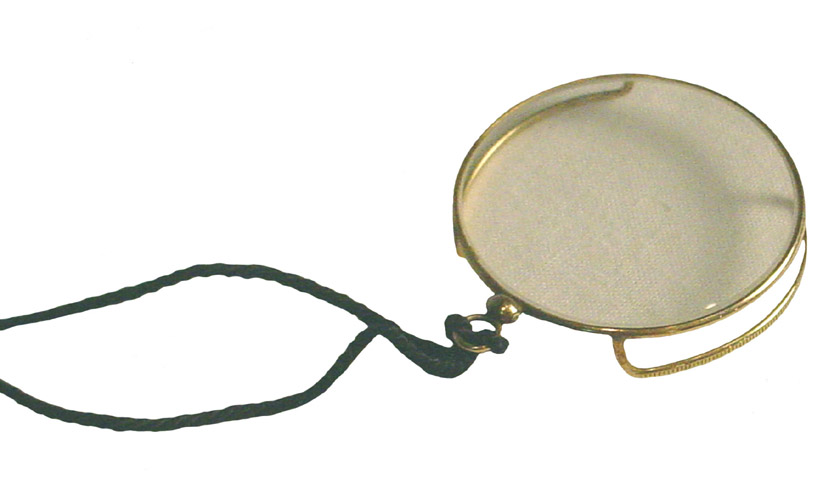
Monocle
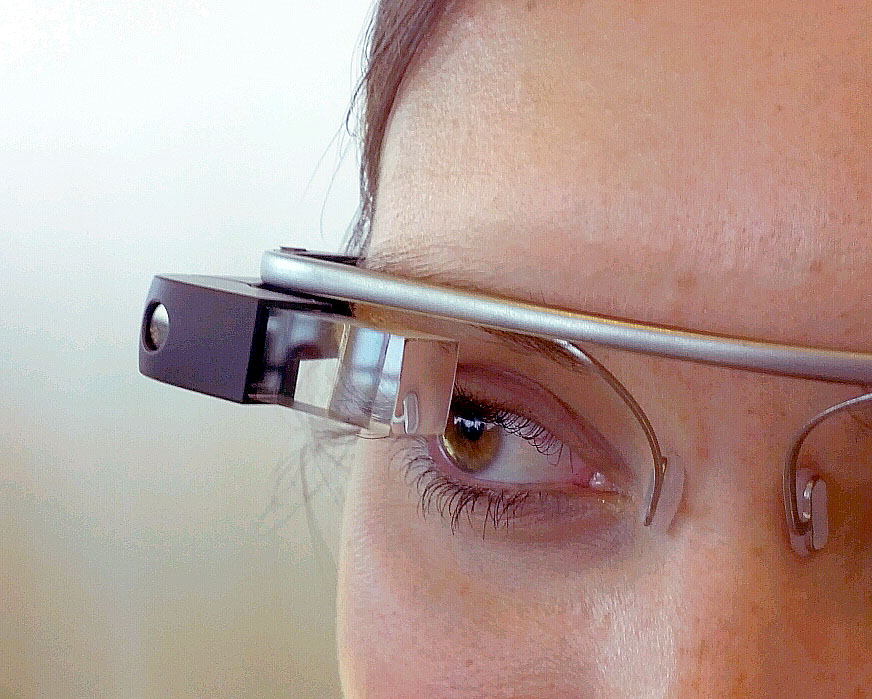
Ulleres Google